# Erhard Milch
Erhard Milch, född 30 mars 1892 i Wilhelmshaven, död 25 januari 1972 i Wuppertal, var en tysk militär av judiskt ursprung. Han var generalfältmarskalk och statssekreterare i luftfartsministeriet. Milch var generalinspektör för Luftwaffe från 1939 till 1945. Han var jämte rustningsminister Albert Speer ansvarig för rustning, särskilt flygindustrin. 
Enligt uppgifter var Milch halvjude och Nazitysklands högst uppsatte judiske person, med en anmärkningsvärd position, Nürnberglagarna beaktat. Hermann Göring ignorerade Milchs judiska börd med orden "vem som är jude bestämmer jag".
Efter andra världskriget dömdes Milch vid Milchrättegången till livstids fängelse för krigsförbrytelser (medhjälp till utnyttjande av tvångsarbetare), men frigavs redan 28 juni 1954.